# Retinella stabilei
Retinella stabilei é uma espécie de gastrópode da família Zonitidae, endémica de Itália. Os seus habitats naturais são florestas temperadas.